# Wedenejew M-14
Der Wedenejew M-14 (russisch Веденеев М-14) ist ein luftgekühlter 9-Zylinder-Sternmotor mit Untersetzungsgetriebe und Kompressor des sowjetischen Konstrukteurs Iwan Wedenejew, der bis in die heutige Zeit seinen vorwiegenden Einsatz in der Luftfahrt findet. Der Motor beruht auf dem Iwtschenko AI-14. Erste Versuche zur Leistungssteigerung gab es bereits im Jahr 1949.

## Geschichte

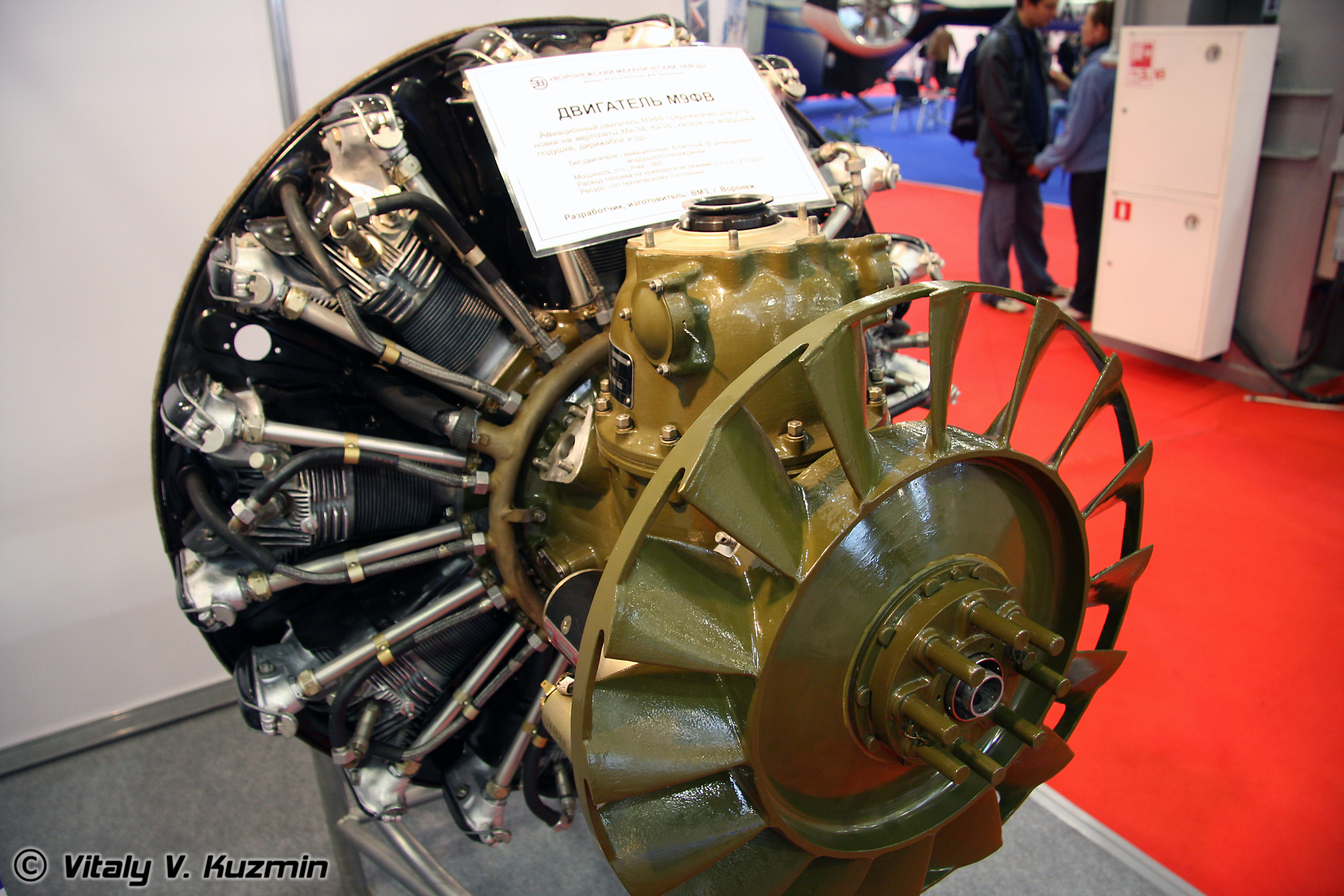
M-9FW

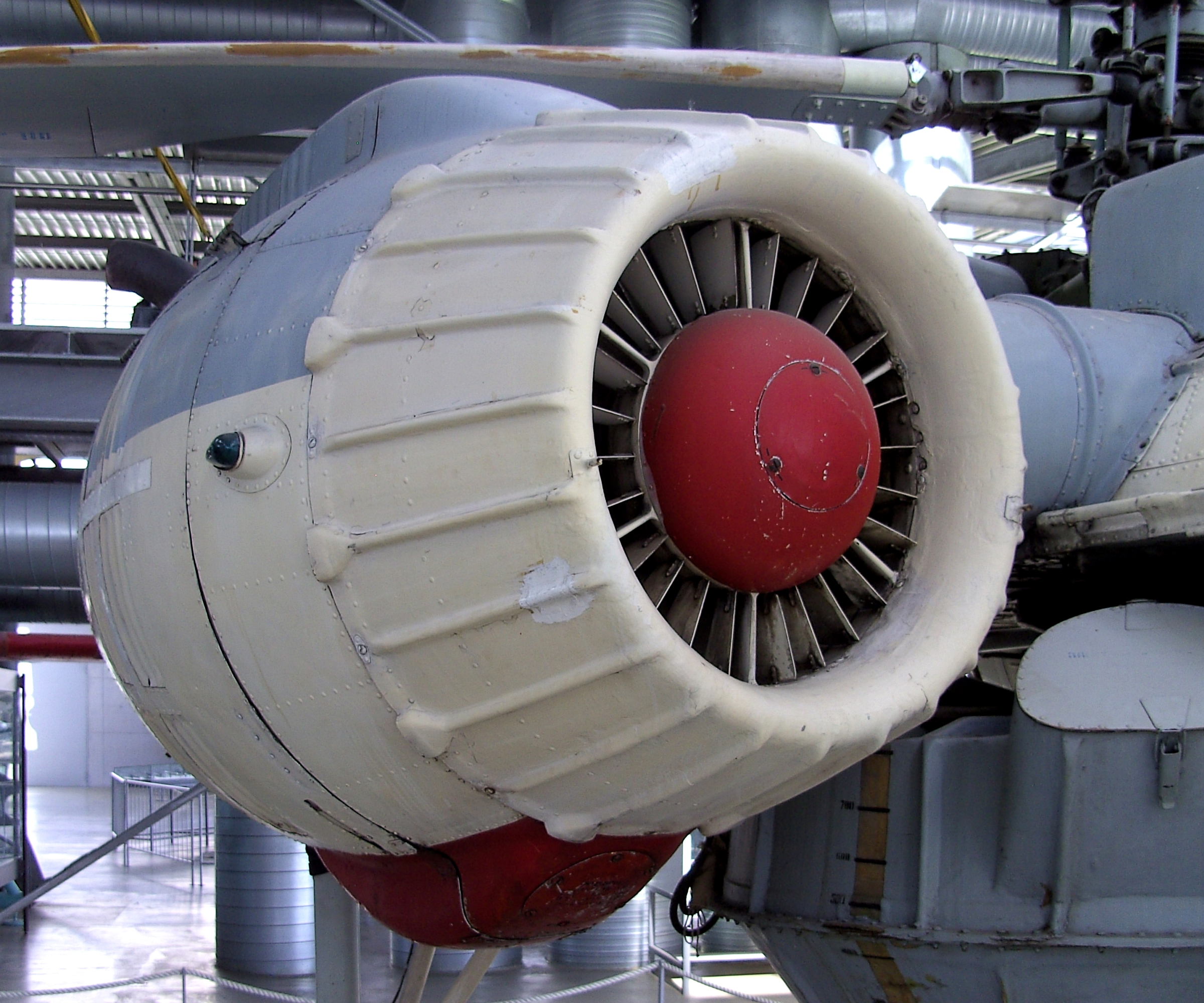
Installation in einer Triebwerksgondel einer Kamow Ka-26

Die erste Entwicklung, die in Serie ging, war der M-14P mit zunächst etwa 300 PS, der auch die größte Stückzahl erreichte und noch heute mit 360 PS in Serie gefertigt wird. Eine spezielle Variante für Hubschrauber war der M-14W-26 mit 320 PS und Kühlgebläse.

### Varianten
- M-14
  - M-14PF, 395 PS
  - M-14PM, für Flugzeuge, 315 PS
  - M-14PM-1, für Flugzeuge, 355 PS (Jakowlew Jak-52)
  - M-14NTK, Direkteinspritzung, 424 PS
  - M-14R, 450 PS
  - M-14W-26 für den Kamow Ka-26, mit Gebläse
- M-9
  - M-9F
  - M-9FW
  - M-9FS, Direkteinspritzung, 450 PS[1]
  - M-8T

Der Motor wird in einigen sowjetischen und russischen Flugzeug- und Hubschraubertypen verwendet, etwa im Kamow Ka-26, in der Jakowlew Jak-52, dem Mil Mi-34, der Suchoi Su-26 und deren Derivaten sowie der Jakowlew Jak-18T. Auch der Prototyp der PZL-130 Orlik war mit einem M-14 ausgerüstet.
Die Motoren M-14P werden in kleinen Stückzahlen in der russischen Maschinenfabrik Woronesch als M-9 gefertigt. Varianten davon werden durch Werksvertretungen ausgeführt. Der Preis beträgt 13.500 € für einen generalüberholten Motor mit 360 PS. Die MTBO liegt bei 500 Stunden.

## Technische Daten (M-14P)
- Ausführung: 9-Zylinder-Sternmotor, luftgekühlt, mit Kompressor
- Ventiltrieb: 2-Ventil OHV
- Getriebeuntersetzung: 0,658
- Bohrung: 105 mm
- Hub: 130 mm
- Hubraum: 10.161 cm³
- Leistung: 360 PS (265 kW)
- Höchstdrehzahl: 2950/min
- Durchmesser: 985 mm
- Länge: 924 mm
- Trockengewicht 214 kg
- Vergaser: A14P, kunstflugtauglich[2]